# Peter van Eyck
Peter van Eyck (16 de julio de 1911-15 de julio de 1969) fue un actor de nacionalidad alemana y estadounidense.

## Biografía
Su verdadero nombre era Götz von Eick, y nació en Kamienny Jaz, en aquel momento parte de la región alemana de Pomerania, y actualmente parte de Polonia.
Tras su período escolar estudió música. En 1931 dejó Alemania y fue a vivir a París, Londres, Túnez, Argel y Cuba, asentándose finalmente en la ciudad de Nueva York. Allí se ganaba la vida tocando el piano en un bar, y escribía y componía para revistas y cabarets. Posteriormente trabajó para Irving Berlin como director de escena y ayudante de producción, y para la compañía de Orson Welles Mercury Theatre como ayudante de dirección.
Más adelante Van Eyck fue a Hollywood, donde  hubo de trabajar como camionero. Al principio encontró trabajo en la radio gracias a la ayuda de Billy Wilder, que después le daría pequeños papeles. En 1943 se nacionalizó estadounidense y fue reclutado para servir en el ejército. Al final de la Segunda Guerra Mundial volvió a Alemania en funciones relacionados con el cine, permaneciendo allí hasta 1948 como director de la sección cinematográfica. En 1949 actuó en su primer film alemán, Hallo, Fräulein!
A Van Eyck le llegó el reconocimiento internacional gracias a un primer papel en la película de 1953 El salario del miedo, dirigida por Henri-Georges Clouzot. Además de su trabajo cinematográfico, intervino en varios episodios de series televisivas estadounidenses, entre ellas The Adventures of Ellery Queen y Alfred Hitchcock Presents. En las producciones de habla inglesa fue a menudo encasillado para papeles de nazi o de otros tipos antipáticos, mientras que en Alemania fue un popular primer actor con una gama de interpretaciones mucho más amplia, incluyendo entre ellas varias actuaciones en la serie de filmes del Doctor Mabuse estrenados en la década de 1960.
Van Eyck estuvo casado con la actriz estadounidense Ruth Ford durante un corto tiempo en la década de 1940. Con su segunda esposa, Inge von Voris, tuvo dos hijas, Kristina, también actriz, y Claudia.
Peter Van Eyck falleció a causa de una sepsis en 1969, en Männedorf, cerca de Zürich, Suiza. Tenía 57 años de edad.

## Selección de su filmografía
- The Bridge at Remagen (1969) - Generaloberst von Brock
- Shalako (1968) - Barón Frederick Von Hallstatt
- Tevye and His Seven Daughters (1968) - Sacerdote
- El espía que surgió del frío (1965) - Hans-Dieter Mundt
- The Dirty Game (1965) - Petchatkin
- Scotland Yard vs. Dr. Mabuse (1963) - Mayor Bill Tern
- El día más largo (1962) – Teniente coronel Ocker
- Foxhole in Cairo (1960) - Conde Almaszy
- The Rest Is Silence (1959)
- Retour de manivelle (1957) - Eric Fréminger
- Attack! (1956) – Capitán de las SS
- Mr. Arkadin (1955) - Thaddeus
- Night People (Decisión a medianoche) (1954) - Capitán Sergei "Petey" Petrochine
- Flesh and the Woman (1954) - Fred
- Sailor of the King (1953) - Capitán Ludvik von Falk
- El salario del miedo (1953) - Bimba
- The Desert Fox: The Story of Rommel (1951) – Oficial alemán
- Address Unknown (1944) - Heinrich Schulz
- Action in the North Atlantic (1943) – Oficial alemán
- Five Graves to Cairo (Cinco tumbas al Cairo) (1943) - Teniente Schwegler
- Se ha puesto la luna (1943) - Teniente Tonder